# Israel Gelfand
Israel Moiseevich Gelfand, Israïl Moyseyovich Gel'fand hay Izrail M. Gelfand (tiếng Yiddish: ישראל געלפֿאַנד, tiếng Nga: Изра́иль Моисе́евич Гельфа́нд) (1913–2009) là nhà toán học người Liên Xô. Ông cùng với Carl L. Siegel là người đầu tiên đạt Giải Wolf về Toán học.